# Basílica de San Pedro (Riposto)
La Basílica de San Pedro (en italiano, Basilica di San Pietro) es la iglesia matriz de Riposto, de estilo neoclásico, y con fachada inspirada en la archibasílica de San Juan de Letrán en Roma. Fue elevada a basílica menor el 5 de julio de 1967.

## Descripción
La planta del edificio tiene forma en cruz latina, con tres naves. Cuenta en su interior con un órgano de tubos del siglo XIX y un altar de madera del siglo XVIII, así como un púlpito realizado por Carlo Sada y diversos cuadros de artistas sicilianos.